# 5657 Groombridge
5657 Groombridge là một tiểu hành tinh vành đai chính được phát hiện bởi Karl Wilhelm Reinmuth ở Heidelberg ngày 28 tháng 8 năm 1936.